# Enti e organismi italiani con finalità assistenziali
Gli enti e organismi italiani con finalità assistenziali sono organizzazioni senza fini di lucro — siano esse pubbliche o private — di promozione sociale, artistica, culturale, sportiva, e di altri campi delle relazioni umane, che abbiano ricevuto tale riconoscimento dal Ministero dell'Interno.
Tali organizzazioni accedono ad alcuni beneficî e agevolazioni legali e fiscali; tra di esse, la possibilità per i propri affiliati di godere di biglietti a riduzione per spettacoli musicali, artistici o altre fattispecie coperte ricadenti sotto la tutela della Società Italiana degli Autori ed Editori nonché l'esenzione dalla licenza d'esercizio per spacci alimentari e di bevande nei locali sociali.
L'elenco delle organizzazioni riconosciute è periodicamente pubblicato e aggiornato dal dipartimento della Pubblica Sicurezza del Ministero dell'Interno.

## Enti e organismi riconosciuti al 1º ottobre 2012
| Sigla          | Ente o associazione                                                                                               |
| -------------- | --- |
| —              | Auser |
| —              | Associazione Carta Giovani                                                                                        |
| —              | Associazione Compagnia delle Opere                                                                                |
| —              | Centro Nazionale Sportivo Fiamma                                                                                  |
| —              | Centro Nazionale Sportivo Libertas                                                                                |
| —              | Consiglio Nazionale Circoli INPS                                                                                  |
| —              | Dopolavoro Monopoli di Stato                                                                                      |
| —              | Dopolavoro Postetelegrafonico PP.TT.                                                                              |
| —              | Mondo X |
| —              | Polizia di Stato                                                                                                  |
| —              | Slow Food Italia                                                                                                  |
| ACAI           | Associazione Cristiana Artigiani Italiani                                                                         |
| ACLI           | Associazioni Cristiane Lavoratori Italiani                                                                        |
| ACSI           | Associazione Centri sportivi italiani                                                                             |
| ADA            | Associazione per i Diritti degli Anziani                                                                          |
| AICS           | Associazione Italiana Cultura e Sport                                                                             |
| AIG            | Associazione Italiana Alberghi per la Gioventù                                                                    |
| ANA            | Associazione Nazionale Alpini                                                                                     |
| ANARTI         | Associazione Nazionale Artiglieri d'Italia                                                                        |
| ANB            | Associazione nazionale bersaglieri                                                                                |
| ANBIMA         | Associazione Nazionale delle Bande Italiane Musicali Autonome, dei Gruppi Corali e della Musica Popolare Italiana |
| ANC            | Associazione nazionale carabinieri                                                                                |
| ANCESCAO       | Associazione nazionale centri sociali comitati anziani e orti                                                     |
| ANCOL          | Associazione Nazionale delle Comunità di Lavoro                                                                   |
| ANCOS          | Associazione Nazionale Comunità Sport                                                                             |
| ANCR           | Associazione Nazionale Combattenti e Reduci                                                                       |
| ANEI           | Associazione Nazionale ex Internati                                                                               |
| ANFI           | Associazione Nazionale Finanzieri d'Italia                                                                        |
| ANMI           | Associazione nazionale marinai d'Italia                                                                           |
| ANMIC          | Associazione nazionale mutilati e invalidi civili                                                                 |
| ANMIG          | Associazione Nazionale Mutilati ed Invalidi di Guerra                                                             |
| ANMIL          | Associazione Nazionale Mutilati ed Invalidi del Lavoro                                                            |
| ANPAS          | Associazione Nazionale Pubbliche Assistenze                                                                       |
| ANRP           | Associazione Nazionale Reduci Prigionia                                                                           |
| ANSI           | Associazione Nazionale Sanità Integrativa                                                                         |
| ANSPI          | Associazione Nazionale San Paolo Italia                                                                           |
| ANTEAS         | Associazione Nazionale Tutte le Età Attive per la Solidarietà                                                     |
| ARCA           | Associazione Nazionale Ricreativa, Culturale e Sportiva dipendenti ENEL                                           |
| ARCI           | Associazione ricreativa e culturale italiana                                                                      |
| ASC            | Attività Sportive Confederate                                                                                     |
| ASI            | Associazioni sportive sociali italiane                                                                            |
| CAPIT          | Confederazione di Azione Popolare Italiana                                                                        |
| CGS            | Cinecircoli giovanili socioculturali                                                                              |
| CRI            | Croce Rossa Italiana                                                                                              |
| CSAIN          | Centri sportivi aziendali industriali                                                                             |
| CSEN           | Centro sportivo educativo nazionale                                                                               |
| CSI            | Centro sportivo italiano                                                                                          |
| CTG            | Centro turistico giovanile                                                                                        |
| CTS            | Centro Turistico Studentesco e Giovanile                                                                          |
| CUSI           | Centro Universitario Sportivo Italiano                                                                            |
| DIFEASSIST     | Direzione generale delle provvidenze per il personale della Difesa                                                |
| DLF            | Associazione Nazionale Dopolavoro Ferroviario                                                                     |
| ENAL           | Ente nazionale assistenza lavoratori                                                                              |
| ENDAS          | Ente Nazionale Democratico di Azione Sociale                                                                      |
| ENS            | Ente nazionale sordi                                                                                              |
| ENTES          | Ente Nazionale Trattenimenti Enogastronomia Sport                                                                 |
| ETSI           | Ente Turistico Sociale Italiano                                                                                   |
| FEDERCAMPEGGIO | Confederazione Italiana Campeggiatori                                                                             |
| FEDERITALIA    | Associazione italiana per l'assistenza, sport e tempo libero                                                      |
| FENALC         | Federazione nazionale liberi circoli                                                                              |
| FIB            | Federazione Italiana Bocce                                                                                        |
| FIMIV          | Federazione italiana mutualità integrativa volontaria                                                             |
| FIPSAS         | Federazione Italiana Pesca Sportiva ed Attività Subacquee                                                         |
| FIR            | Federazione Italiana Rugby                                                                                        |
| FITA           | Federazione italiana teatro amatori                                                                               |
| FITEL          | Federazione italiana tempo libero                                                                                 |
| FITP           | Federazione italiana tradizioni popolari                                                                          |
| FMI            | Federazione Motociclistica Italiana                                                                               |
| LNI            | Lega navale italiana                                                                                              |
| MCL            | Movimento Cristiano Lavoratori                                                                                    |
| MSP            | Movimento Sportivo Popolare Italia                                                                                |
| NOI            | Associazione Circoli e Oratori                                                                                    |
| PGS            | Polisportive giovanili salesiane                                                                                  |
| TAI            | Ente Teatro Amatoriale Italiano                                                                                   |
| TCI            | Touring Club Italiano                                                                                             |
| UISP           | Unione Italiana Sport Per tutti                                                                                   |
| UNCALM         | Unione nazionale circoli e associazioni liriche musicali                                                          |
| UNMS           | Unione nazionale mutilati per servizio                                                                            |
| UNPLI          | Unione nazionale Pro Loco d'Italia                                                                                |
| UNUCI          | Unione nazionale ufficiali in congedo d'Italia                                                                    |
| UPM            | Associazione Culturale “Un punto macrobiotico”                                                                    |

### Normativa di riferimento
- Decreto del Presidente della Repubblica del 26/10/1972 n. 640, Imposta sugli spettacoli (PDF), in Gazzetta Ufficiale della Repubblica Italiana, n. 292, Roma, Istituto Poligrafico e Zecca dello Stato, 11 novembre 1972. URL consultato il 6 marzo 2015 (archiviato dall'url originale il 6 marzo 2015).
- Legge 25 agosto 1991, n. 287, Aggiornamento della normativa sull’insediamento e sull’attività dei pubblici esercizi, in Gazzetta Ufficiale della Repubblica Italiana, n. 206, Roma, Istituto Poligrafico e Zecca dello Stato, 3 settembre 1991. URL consultato il 6 marzo 2015 (archiviato dall'url originale il 6 marzo 2015).